# Noalhac
Noalhac ist eine französische Gemeinde  mit 95 Einwohnern (Stand 1. Januar 2022) im Département Lozère in der Region Okzitanien. Sie gehört zum Arrondissement Mende und zum Kanton Peyre en Aubrac. 

## Lage
Das Gemeindegebiet gehört zum Regionalen Naturpark Aubrac. An der nördlichen Gemeindegrenze verläuft der Fluss Bès, im Südosten sein Zufluss Bédaule.
Noalhac grenzt im Norden an Saint-Juèry, im Nordosten an Fournels, im Osten an Termes, im Südosten an La Fage-Saint-Julien und La Fage-Montivernoux, im Süden an Saint-Laurent-de-Veyrès und im Westen an Chauchailles.

## Weblinks

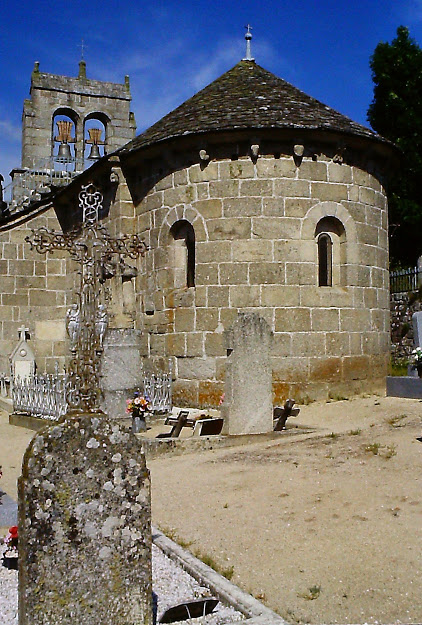
Kirche Saint-Hilaire

## Bevölkerungsentwicklung
| Jahr      | 1962 | 1968 | 1975 | 1982 | 1990 | 1999 | 2008 | 2018 |
| --------- | ---- | ---- | ---- | ---- | ---- | ---- | ---- | ---- |
| Einwohner | 142  | 121  | 112  | 107  | 88   | 82   | 100  | 98   |